# Borzicactus xylorhizus
Borzicactus xylorhizus ist eine Pflanzenart in der Gattung Borzicactus aus der Familie der Kakteengewächse (Cactaceae). Das Artepitheton xylorhizus leitet sich von den griechischen Worten xylon für ‚Holz‘ sowie rhiza für ‚Wurzel‘ ab.

## Beschreibung
Borzicactus xylorhizus wächst strauchig mit ausgespreizten oder etwas aufrechten, graugrünen Trieben und erreicht bei Durchmessern von 5 bis 7 Zentimetern Längen von 20 bis 50 Zentimetern (selten bis 1 Meter). Es sind 14 bis 19 tief gekerbte Rippen vorhanden. Die 4 bis 6 geraden bis etwas gebogenen Mitteldornen sind pfriemlich und bis 5 Zentimeter lang. Die 16 bis 22 Randdornen sind nadelig, gerade, bräunlich gelb und bis 10 Millimeter lang.
Die schiefsaumigen, zinnoberroten Blüten sind bis 7 Zentimeter lang. Die Früchte sind grünlich braun und bis 2 Zentimeter lang.

## Verbreitung, Systematik und Gefährdung
Borzicactus xylorhizus ist in der peruanischen Region Lima in den Bergen um Chosica in Höhenlagen von 800 bis 900 Metern verbreitet.
Die Erstbeschreibung als Loxanthocereus xylorhizus erfolgte 1981 durch Friedrich Ritter. Graham J. Charles stellte die Art 2012 in die Gattung Borzicactus. Weitere nomenklatorische Synonyme sind Cleistocactus xylorhizus (F.Ritter) Ostolaza (1996) und Echinopsis xylorhiza (F.Ritter) Molinari (2015).
In der Roten Liste gefährdeter Arten der IUCN wird die Art als „Critically Endangered (CR)“, d. h. als vom Aussterben bedroht geführt.

## Nachweise